# 小町 (鎌倉市)
小町（こまち）は神奈川県鎌倉市鎌倉地域にある大字。現行行政地名は小町一丁目から小町三丁目。住居表示実施済み区域。郵便番号は248-0006。

## 地理・歴史
小町大路の滑川にかかる夷堂橋以北を小町とし、以南を大町と呼称したため、大町に対して小町と名付けられたと伝えられる。
吾妻鏡によると、中世鎌倉の商工業地域であったと記されている。また、歴代の北条執権邸や有力御家人の館の多い地域であった。承元4年（1210年）11月20日に、小町に所在する北条泰時らの御家人の邸宅が消失したとの記録がある。また和田合戦においても、小町の北条義時第の西門と北門を襲撃したことから始まったという。
鎌倉幕府が滅亡した元弘の乱の最後の戦いで、新田義貞軍に攻められた北条高時ら北条一族と家臣が東勝寺において自害したと伝わる（東勝寺合戦）。
昭和14年（1939年）に鎌倉市の大字となり、昭和41年（1966年）に住居表示に伴い小町一丁目-三丁目となった。現在の鎌倉駅東口側の地域であるが、小町通り周辺は小町のほか雪ノ下も含まれる。

### 地価
住宅地の地価は、2023年（令和5年）1月1日の公示地価によれば、小町1-11-14の地点で42万4000円/m2となっている。

## 世帯数と人口
2023年（令和5年）9月1日現在（鎌倉市発表）の世帯数と人口は以下の通りである。
| 丁目       | 世帯数  | 人口    |
| ---------- | ------- | ------- |
| 小町一丁目 | 158世帯 | 304人   |
| 小町二丁目 | 484世帯 | 1,105人 |
| 小町三丁目 | 219世帯 | 466人   |
| 計         | 861世帯 | 1,875人 |

### 人口の変遷
国勢調査による人口の推移。
| 年                 | 人口  |
| ------------------ | ----- |
| 1995年（平成7年）  | 2,106 |
| 2000年（平成12年） | 2,136 |
| 2005年（平成17年） | 2,088 |
| 2010年（平成22年） | 2,007 |
| 2015年（平成27年） | 1,984 |
| 2020年（令和2年）  | 1,896 |

### 世帯数の変遷
国勢調査による世帯数の推移。
| 年                 | 世帯数 |
| ------------------ | ------ |
| 1995年（平成7年）  | 822    |
| 2000年（平成12年） | 843    |
| 2005年（平成17年） | 846    |
| 2010年（平成22年） | 862    |
| 2015年（平成27年） | 850    |
| 2020年（令和2年）  | 861    |

## 学区
市立小・中学校に通う場合、学区は以下の通りとなる（2017年7月時点）。
| 丁目       | 番地 | 小学校             | 中学校             |
| ---------- | ---- | ------------------ | ------------------ |
| 小町一丁目 | 全域 | 鎌倉市立御成小学校 | 鎌倉市立御成中学校 |
| 小町二丁目 | 全域 | 鎌倉市立御成小学校 | 鎌倉市立御成中学校 |
| 小町三丁目 | 全域 | 鎌倉市立第二小学校 | 鎌倉市立第二中学校 |

## 事業所
2021年（令和3年）現在の経済センサス調査による事業所数と従業員数は以下の通りである。
| 丁目       | 事業所数  | 従業員数 |
| ---------- | --------- | -------- |
| 小町一丁目 | 281事業所 | 2,720人  |
| 小町二丁目 | 331事業所 | 1,829人  |
| 小町三丁目 | 20事業所  | 60人     |
| 計         | 632事業所 | 4,609人  |

### 事業者数の変遷
経済センサスによる事業所数の推移。
| 年                 | 事業者数 |
| ------------------ | -------- |
| 2016年（平成28年） | 708      |
| 2021年（令和3年）  | 632      |

### 従業員数の変遷
経済センサスによる従業員数の推移。
| 年                 | 従業員数 |
| ------------------ | -------- |
| 2016年（平成28年） | 5,357    |
| 2021年（令和3年）  | 4,609    |

## 交通

### 鉄道
- 東日本旅客鉄道（JR東日本）  横須賀線・ 湘南新宿ライン
  - 鎌倉駅

- 江ノ島電鉄  江ノ島電鉄線
  - 鎌倉駅

### 道路
- 神奈川県道21号横浜鎌倉線

## 施設

### 寺社・旧跡
- 大巧寺
- 東勝寺跡（腹切りやぐら）
- 宝戒寺
- 本覚寺
- 妙隆寺
- 鶴岡八幡宮二の鳥居
- 日蓮辻説法跡

### その他
- 三菱UFJ銀行 鎌倉支店
- スルガ銀行 鎌倉支店
- 鎌倉・吉兆庵美術館
- 鎌倉市農協連即売所 - 鎌倉市内や横浜市栄区長尾台町（旧 鎌倉郡）の農家が4班ローテーションで出店し、鎌倉野菜の販売を行う。

## 著名な住民
- 北条義時
- 北条泰時
- 北条時頼
- 北条政村
- 九条頼経 - 鎌倉幕府4代将軍
- 大佛次郎 - 邸宅は現在、週末だけ大佛茶廊[17]として一部公開されている。

## その他

### 日本郵便
- 郵便番号 : 248-0006[3]（集配局 : 鎌倉郵便局[18]）。